# KitchenAid

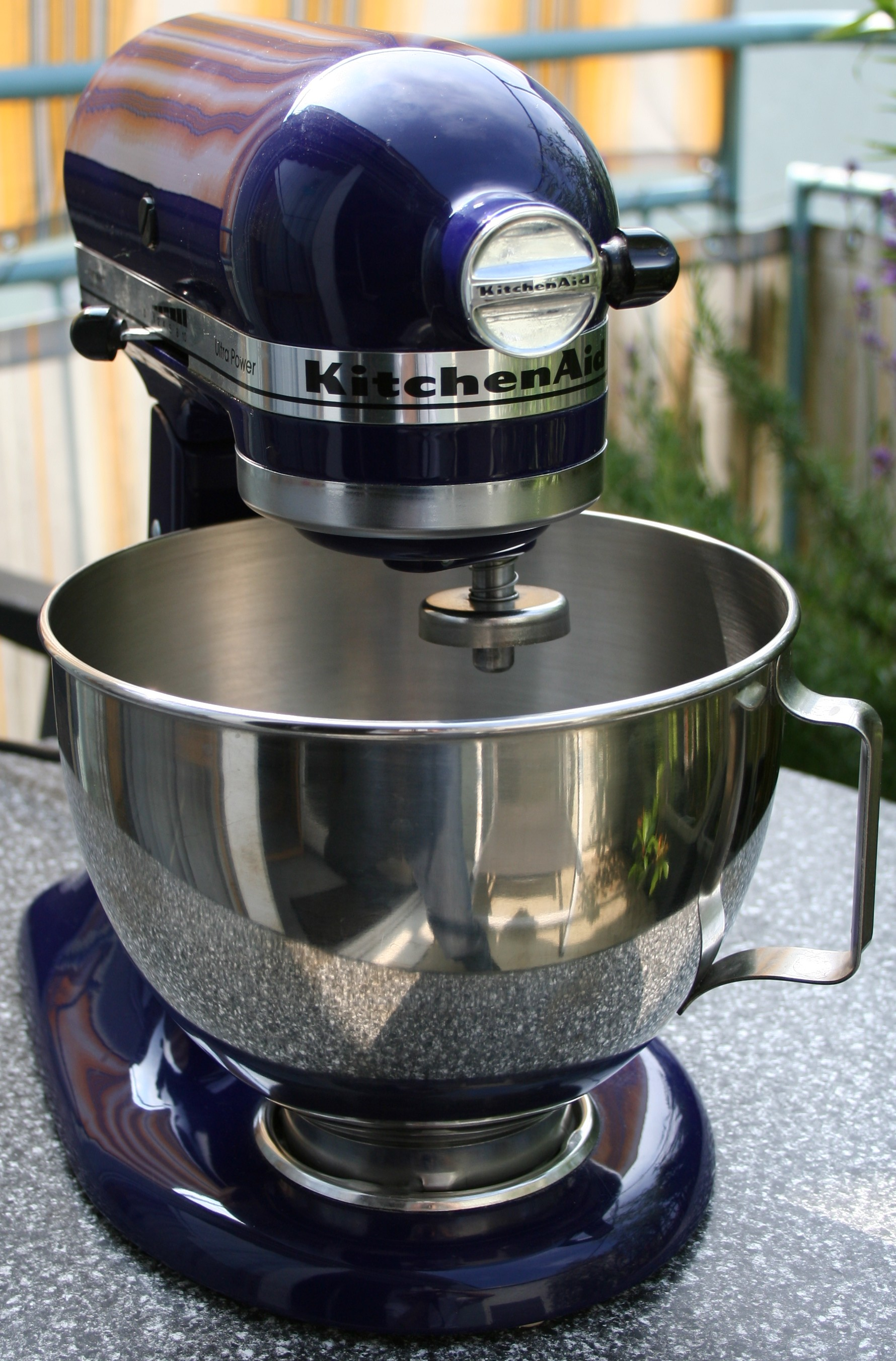
Küchenmaschine „Ultra Power“ mit Rührschüssel

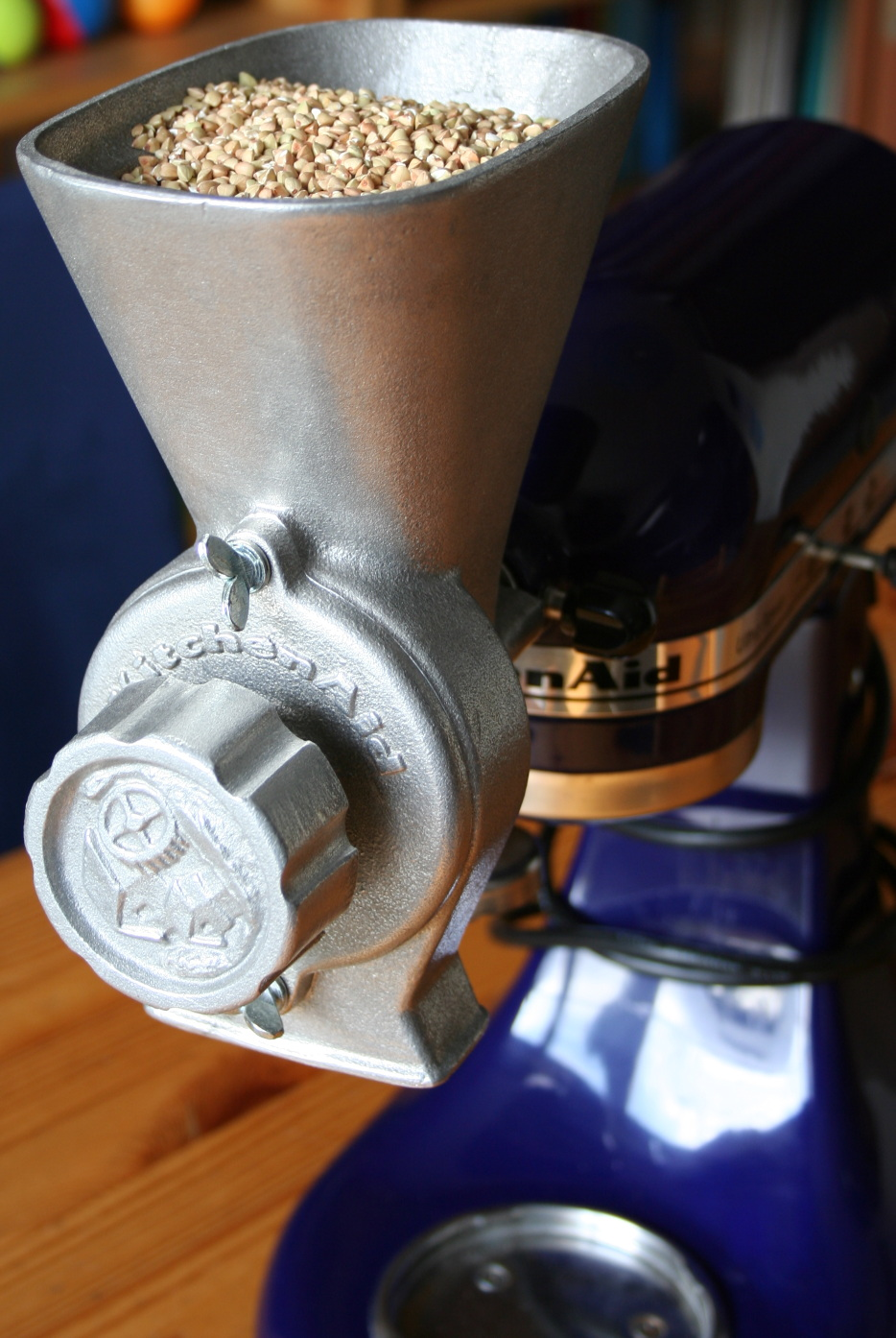
„Ultra Power“ mit Getreidemühle

KitchenAid ist ein US-amerikanischer Hersteller elektrischer Küchenmaschinen. Das bekannteste Produkt des Herstellers ist die Universalküchenmaschine, die umgangssprachlich meistens mit der Firma bezeichnet wird.

## Geschichte
1914 brachte Unternehmensgründer Herbert Johnston seinen ersten Mixer in den USA auf den Markt. Das Hobart-Modell H umfasste 75 Liter und war für den Einsatz in Bäckereien bestimmt. Nach dem Ende des Ersten Weltkriegs entwickelte Johnston einen Mixer für private Haushalte. Dieser wurde ab 1919 unter dem Namen Hobart 5 (kurz: H-5) angeboten. Im selben Jahr wurde der Name KitchenAid als Marke eingetragen. Die Herstellung der Mixer erfolgte in Springfield, Ohio, und war zunächst auf vier Stück pro Tag beschränkt.
1920 gründete Herbert Johnston die KitchenAid Manufacturing Company und verlegte die Produktion nach Troy. 1927 kam mit dem Modell G ein kompakterer und günstigerer Mixer auf den Markt. Dieser sollte für jeden Haushalt erschwinglich sein. Für die Gestaltung der Küchenmaschinen war seit 1936 der Designer Egmont Arens zuständig. Für die Gestaltung der K-Modelle gab es einige Designpreise. Das Modell K45 „Classic“ in Weiß wird seit 1962 in nahezu unveränderter Form angeboten; die Weiterentwicklung „Artisan“ mit stärkerem Motor gibt es in zahlreichen Farben.
1980 kaufte Dart & Kraft das Unternehmen Hobart. 1986 kaufte Whirlpool die Marke KitchenAid und die zugehörigen Werke. Seit 1994 erfolgt die Herstellung der KitchenAid-Kleingeräte in Greenville. Außerdem wurde der Verkauf in Europa von einer Zentrale in Brüssel übernommen.

## Produkte
- seit 1962: Küchenmaschine K45 und ihre Nachfolger
Das Einsatzspektrum der Küchenmaschine kann durch diverses Zubehör wie Fleischwolf, Eismaschine, Pastavorsatz, Getreidemühle oder Zitruspresse erweitert werden.
- seit 1992: Blender/Standmixer
- seit 2003: Toaster Artisan
- seit 2004: Espressomaschine und Kaffeemühle Artisan
- seit 2005: Artisan Food Processor
- seit 2007: Einbauküchengeräte wie Öfen, Kochplatten, Abzugshauben, Kühlschränke und Geschirrspüler
- seit 2008: Waffeleisen
- seit 2015: Artisan Cook Processor